# Georges Charles de Heeckeren d'Anthès
Pour les autres membres des familles, voir Famille d'Anthès et Van Heeckeren.
Le baron Georges Charles de Heeckeren d'Anthès, né le 5 février 1812 à Colmar et mort le 2 novembre 1895 à Soultz, est un militaire et homme politique français, devenu sénateur sous le Second Empire. Il est surtout connu pour avoir tué en duel le poète russe Pouchkine, son beau-frère.

## Biographie

### Origines familiales
Son arrière-arrière-grand-père, Jean-Henri d'Anthès (1670-1733), issu d'une famille originaire du Palatinat, avait été intégré à la noblesse française par Louis XV en décembre 1731. Son père, Joseph-Conrad d'Anthès (1773-1852), riche propriétaire d'Alsace, fait partie des contingents militaires qui, sous les ordres du marquis de Bouillé, tentèrent les 20 et 21 juin 1791 de favoriser la fuite de Louis XVI, ce qui l'obligea à émigrer lui-même. Au retour d'émigration, il épouse le 29 septembre 1806, Marie-Anne-Louise comtesse de Hatzfeldt (1784-1832), nièce du prince de Hatzfeldt, avec laquelle il eut six enfants. Il fut député sous la Restauration. Georges-Charles, le troisième enfant après deux filles, et donc le fils aîné, fut destiné à la carrière des armes. Mais auparavant il commença ses études en Alsace au collège libre de Lachapelle-sous-Rougemont, puis à Paris au Lycée Condorcet (alors collège Bourbon). Après avoir vainement tenté d'entrer au corps des pages de Charles X, dont son oncle était pourtant le gouverneur, il est admis quatrième à Saint-Cyr en 1829. Lors de la révolution de juillet 1830, il fait partie des détachements de l'École militaire qui tentèrent de soutenir à Paris la cause de Charles X, et, lorsque ce dernier dut prendre la route de l'exil, d'Anthès, fidèle à ses convictions, refusa de servir la Monarchie de Juillet. Ayant le grade d'officier, il démissionna, et, après un bref séjour en Vendée auprès de la duchesse de Berry, il rentra en Alsace auprès de son père.

### Engagements militaires à l'étranger

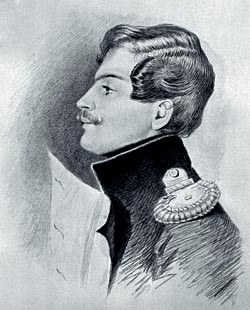
Georges d'Anthès en 1830.

Une morne période s'écoule alors pour lui, endeuillée de surcroît par la mort de sa mère en 1832. Il décide alors de prendre du service à l'étranger. Grâce aux relations de sa famille, il espère un moment un engagement dans un régiment prussien, mais on ne lui proposa qu'un emploi de sous-officier, qu'il refuse. Bénéficiant de quelques appuis et recommandations, et ayant été autorisé par le gouvernement français à prendre du service à l'étranger sans perdre sa nationalité, il partit pour Saint-Pétersbourg. Bien que jouissant de la protection du prince de Hatzfeld et du général Adlerberg, il prend néanmoins quelques cours, et passe avec succès l'examen, qui lui permet d'accéder au grade de cornette au régiment des Chevaliers Gardes de l'impératrice, le faisant passer ainsi au service de la Russie.
Deux ans plus tard, en 1836, il reçoit le brevet de lieutenant assorti d'une pension de 10 000 roubles. Son entrée dans la Garde fut spectaculaire : il aurait été présenté à l'Empereur par l'artiste Brulloff, dans son atelier. L'Empereur aurait été charmé par l'allure et les sentiments légitimistes de d'Anthès, et aurait imposé sa candidature à la Garde, malgré un curriculum vitæ peu consistant, avant de le faire passer à l'armée du Caucase. Les alliances de sa famille, tant en Allemagne qu'en Russie, et son physique séduisant lui ouvrirent les portes des meilleurs salons de Saint-Pétersbourg. C'est ainsi qu'il rencontra le baron van Heeckeren-Bewerweerd (1792-1884), ministre plénipotentiaire des Pays-Bas en Russie, un des familiers de l'Empereur. L'amitié de Heeckeren pour son protégé devint si forte que le baron, resté célibataire et sans descendance, et ne voulant pas voir son nom s'éteindre, propose à Joseph-Conrad d'Anthès, père de Georges-Charles, après une longue correspondance et une visite en Alsace, d'adopter son fils et d'en faire son héritier. Le vieux baron d'Anthès accepta, et Georges-Charles prit alors le nom de Georges-Charles de Heeckeren, après accord du roi des Pays-Bas par lettre du 5 mai 1836; la même année il fut incorporé dans la noblesse néerlandaise avec le titre de baron et sa descendance fait toujours partie de la noblesse des Pays-Bas.

### Le duel avec Pouchkine

#### Rivalité amoureuse
D'Anthès est présenté en 1834 au poète par des relations communes, au Dumais, célèbre restaurant français de Saint-Pétersbourg, dirigé (1820-1840) par un ancien soldat de Napoléon. L'élégant jeune homme était assis à côté de Pouchkine, lequel, charmé, l'invita chez lui, où il devint rapidement un familier.
C'est ainsi que d'Anthès rencontra les sœurs Gontcharova (ru), dont l'épouse de Pouchkine, Nathalie Nikolaïevna, jeune beauté célébrée dans tout Saint-Pétersbourg.
D'Anthès fit alors à Nathalie Nikolaïevna une cour si pressante et si soutenue que Pouchkine s'en émut et le menaça verbalement.
Pouchkine reçut ensuite, le 3 novembre 1836, une lettre insidieuse, mettant en doute la fidélité de son épouse ; le poète, excédé, défia le lendemain d'Anthès, verbalement. Le duel fut néanmoins reporté de deux semaines, puis définitivement enterré à cause de la demande (précipitée) en mariage du baron français à l'endroit de la sœur de Nathalie, Ekaterina, demande qui fut bien entendu contestée par Pouchkine. D'Anthès épousa donc, le 10 janvier 1837, Ekaterina Nikolaïevna Gontcharova, mariage auquel Pouchkine n'assista pas. On ne sait toujours pas s'il s'agissait d'une véritable inclination du baron français vers son épouse (certaines lettres adressées par d'Anthès à son père adoptif semblent prouver le contraire, ainsi que l'attitude de l'épouse du poète à son endroit), ou d'un mariage de convenance.

#### Duel et mort de Pouchkine

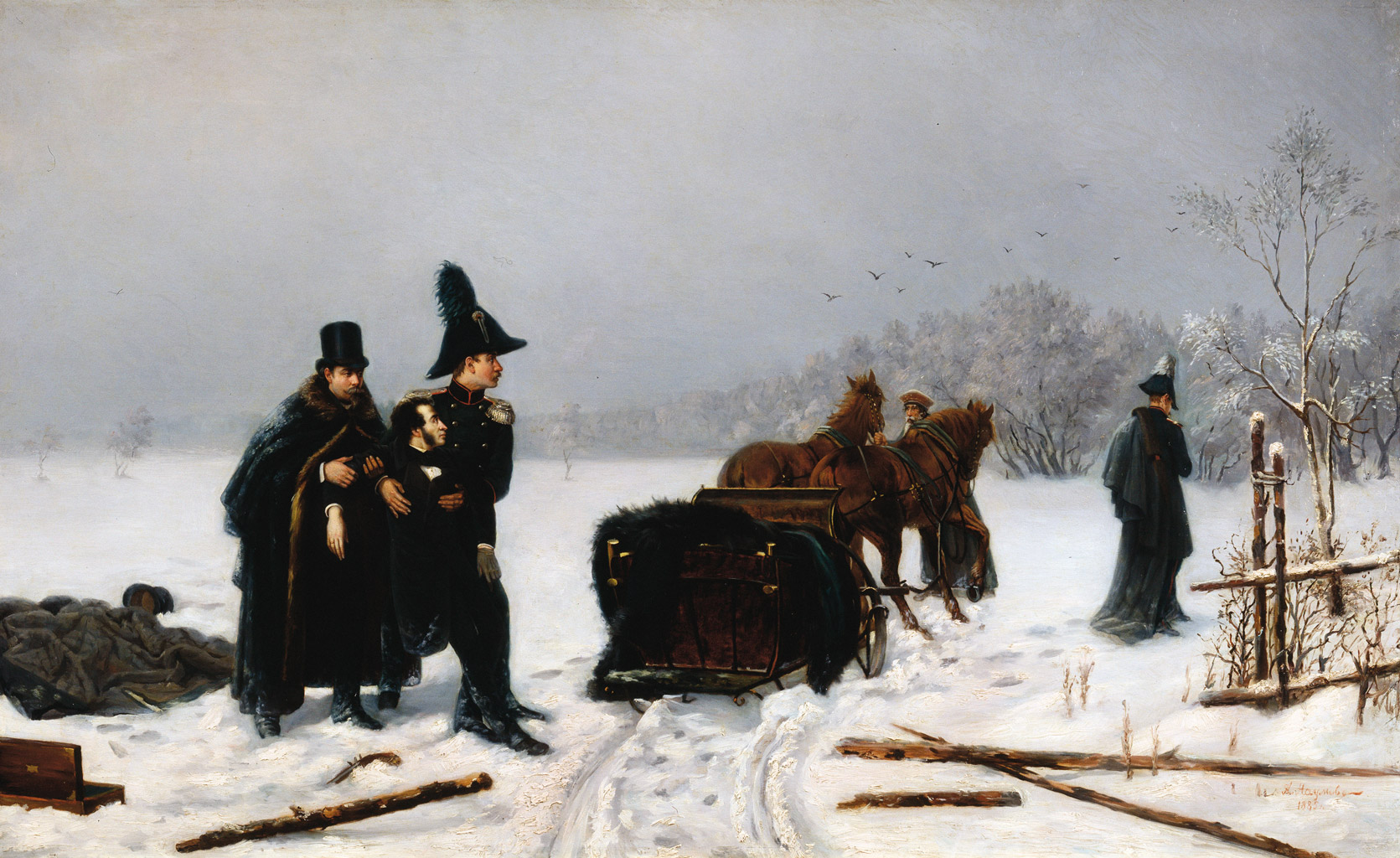
Duel entre Pouchkine et d'Anthès.

Un duel fut décidé. Afin d'éviter tout drame familial, d'Anthès proposa à Pouchkine de se retirer, étant plus aguerri que son adversaire, ce que le poète refusa. Le témoin de d'Anthès, le vicomte Loran d'Archiac, attaché à l'ambassade de France, et le lieutenant-colonel Danzas (en), ami intime de Pouchkine, fixèrent ensemble les modalités du combat. Le soir du 8 février 1837 (ou le 27 janvier 1837 selon le calendrier julien en usage alors en Russie), les deux beaux-frères se retrouvèrent face à face, près du lieu-dit de la Rivière noire, non loin de Saint-Pétersbourg, assisté de Danzas, pour Pouchkine, et du vicomte d'Archiac, pour d'Anthès. Plus rapide, d'Anthès tira le premier et atteignit Pouchkine à la cuisse, faisant chuter le poète, qui en perdit son pistolet. À sa demande, son témoin Danzas lui procura le sien, avec lequel Pouchkine, quoique très souffrant, tira néanmoins deux balles en direction de son adversaire, la première ricochant sur un bouton d'uniforme et la seconde l'atteignant au bras droit. D'Anthès riposta et toucha le poète au ventre, blessure mortelle, et le duel cessa. Pouchkine fut ramené blessé chez lui dans la voiture du baron Heeckeren, à l'effroi de son épouse qui s'évanouit en le voyant. Il mourut deux jours plus tard des suites de sa blessure.
Après le décès de Pouchkine, d'Anthès fut incarcéré à la forteresse Pierre-et-Paul de Saint-Pétersbourg, puis passa en jugement, au cours duquel il protesta de l'innocence de Nathalie Pouchkine, innocence à réévaluer désormais ; et affirma lâchement la pureté de ses propres sentiments. Il fut gracié par l'empereur, puis reconduit jusqu'à la frontière. Sa femme, Ekaterina, qui n'avait jamais douté de lui, le rejoignit à Berlin. La paire de pistolets fut léguée à un musée à Amboise dans sa mallette de voyage. En 1989, cette paire de pistolets fut prêtée à l'Union soviétique.

### Retour en France

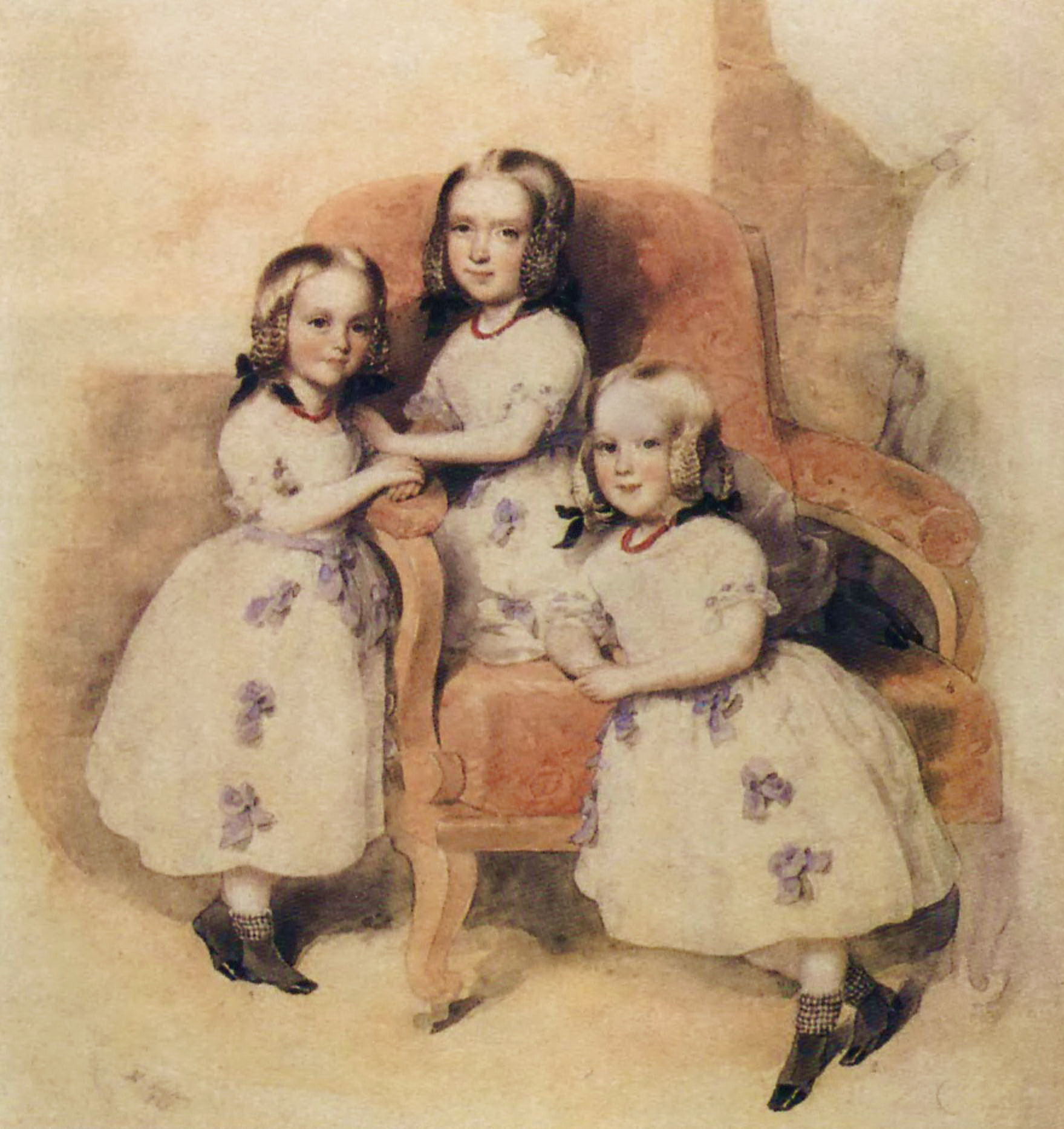
Enfants de Georges-Charles et d'Ekaterina d'Anthès de Heeckeren.

De retour en France, ils allèrent habiter dans la maison familiale, à Soultz dans le Haut-Rhin, où il se vit nommer conseiller général malgré la triste notoriété qui l'avait suivi. Sa femme lui donna trois filles, Mathilde-Eugénie (1837-1893, épouse du général Jean-Louis Metman (d) (1814-1889) et mère de Louis Metman), Berthe (1837-1908, épouse du comte Édouard Vandal (1813-1889)), et Léonie (1840-1888), restée célibataire. Catherine Nicolaïevna mourut le 15 octobre 1843 en donnant naissance à leur seul fils, Louis (1843-1902, époux de Marie-Louise de Schauenbourg-Luxembourg.
Adèle, jeune sœur du baron d'Anthès, consacra sa vie à l'éducation des enfants de son frère.
En 1846, il se présenta à la députation contre Golbéry, mais sans succès, et il fit alors une vive opposition aux gouvernements de Louis-Philippe. Après la Révolution française de 1848, les électeurs du Haut-Rhin l'envoyèrent, le 23 avril 1848, siéger à la Constituante, le 12e et dernier, avec 27 504 voix. Il fit partie du comité des Affaires étrangères, et vota la plupart du temps avec la droite :
- Pour le rétablissement du cautionnement
- Contre l'abolition de la peine de mort
- Contre l'amendement Grévy, qui s'opposait à l'élection d'un président de la République au suffrage universel
- Pour la proposition Rateau, qui avait pour objet de dissoudre l'Assemblée avant la rédaction des lois organiques qu'elle s'était réservé de voter
- Contre l'amnistie
- Pour l'interdiction des clubs
- Pour les crédits de l'expédition de Rome.

Il se déclara un des premiers en faveur de la politique présidentielle de Louis-Napoléon Bonaparte, et suivit la même ligne de conduite à l'Assemblée législative, où le même département le réélut le 13 mai 1849, le 6e sur 10, avec 34 004 voix sur 118 335 inscrits. De plus en plus hostile aux institutions républicaines, il s'associa à toutes les mesures qui eurent l'approbation du gouvernement et de la majorité, et il ne se sépara de celle-ci que lorsqu'elle eut pris parti contre le prince-président.
Il applaudit au coup d'État du 2 décembre 1851, et fit partie de la commission consultative. L'année suivante, malgré ses antécédents, il fut chargé d'une mission extraordinaire auprès de l'empereur de Russie, mission qui consistait à connaître le sentiment du tsar dans le cas où le prince-président s'élevait à l'Empire. À son retour, Napoléon III l'envoya siéger au Sénat en vertu d'un décret du 27 mars 1852. D'Anthès fut un des membres les plus zélés de la droite de cette assemblée. Il y défendit chaleureusement les intérêts de la papauté, se montra opposé à toute concession du pouvoir impérial, et vota en 1868, avec 22 autres sénateurs, contre la loi nouvelle destinée à rendre moins intolérable la situation de la presse.
Il est nommé officier de la Légion d'honneur le 12 août 1863, et promu au rang de commandeur le 14 août 1868. La révolution du 4 septembre 1870, qui balaya l'Empire, le fit rentrer définitivement dans la vie privée. Il opta pour la nationalité française en exécution de l'article du traité de Francfort qui laissait aux Alsaciens le droit de choisir.

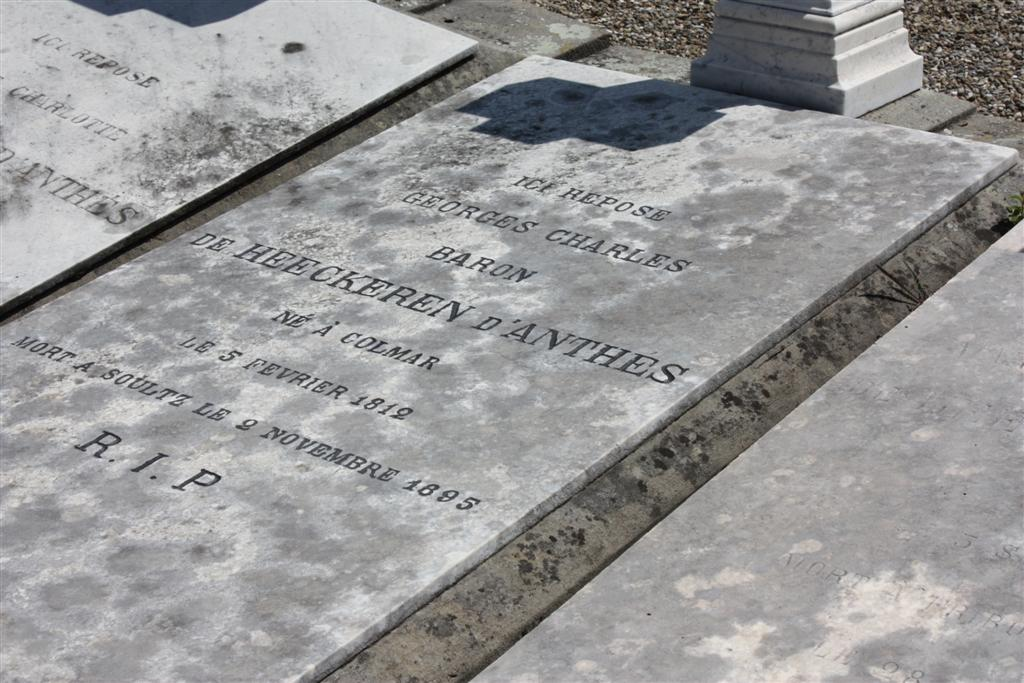
Tombe du baron d'Anthès à Soultz

Il décéda dans la maison familiale de Soultz, entouré de ses enfants et petits-enfants.